# Jangmadang

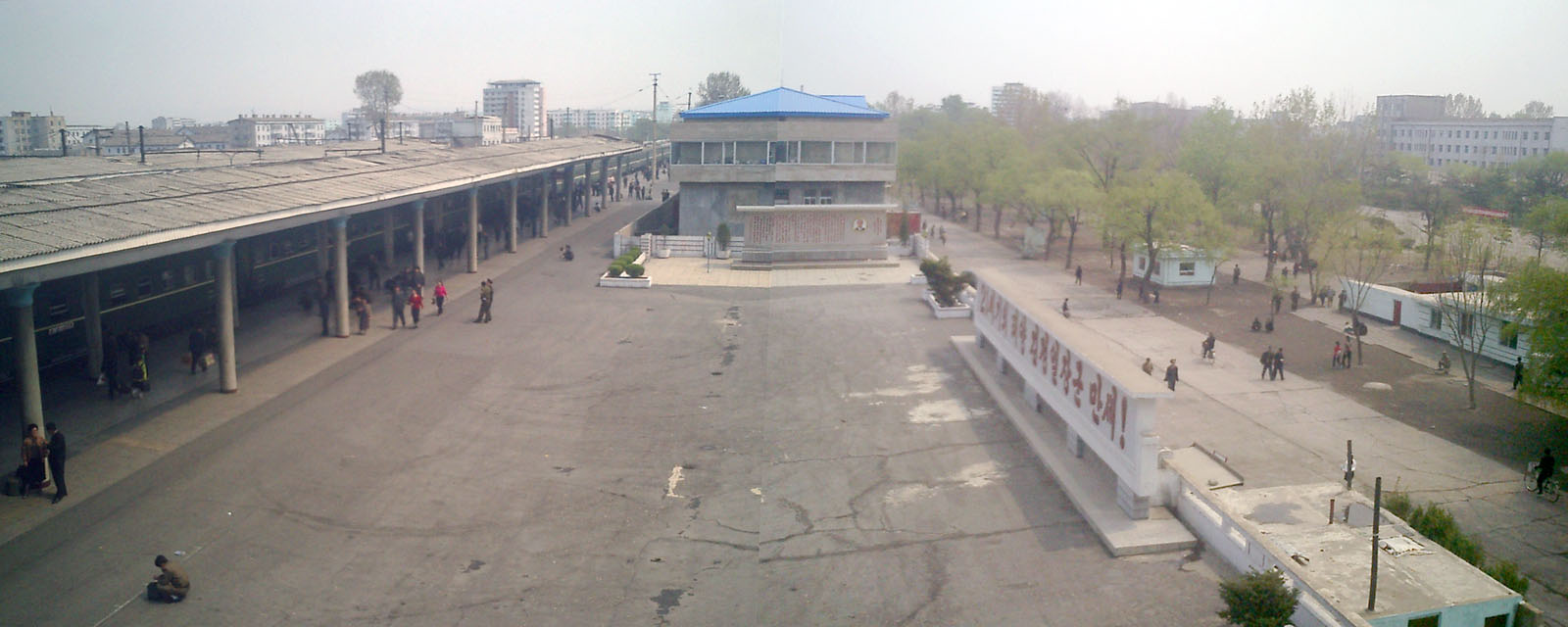
Sinŭiju rappresenta un sito principale dell'economia formale e informale nordcoreana per via della prossimità al confine cinese.

I Jangmadang (장마당/場마당?), sono mercati contadini, locali o neri della Corea del Nord. Sin dalla carestia nordcoreana, hanno formato una vasta economia informale e dagli anni novanta il governo è diventato più permissivo nei loro confronti; tuttavia, i mercanti sono sottoposti a dei regolamenti severi. Attualmente, la maggioranza dei nordcoreani dipendono da questi mercanti per la loro sussistenza.
Il governo nordcoreano ha cercato di regolare la crescita dell'economia di mercato nel Paese attraverso vari metodi. Alcuni di questi, come l'imposizione di un limite d'età per i commercianti, hanno causato dei cambiamenti nella società come il rendere le donne più responsabili nel guadagnare denaro per le famiglie.
Ci sono state delle speculazioni riguardo al possibile ruolo dei mercati neri nella spinta alle riforme del governo nordcoreano e della sua economia, come è successo in Cina.

## Contesto

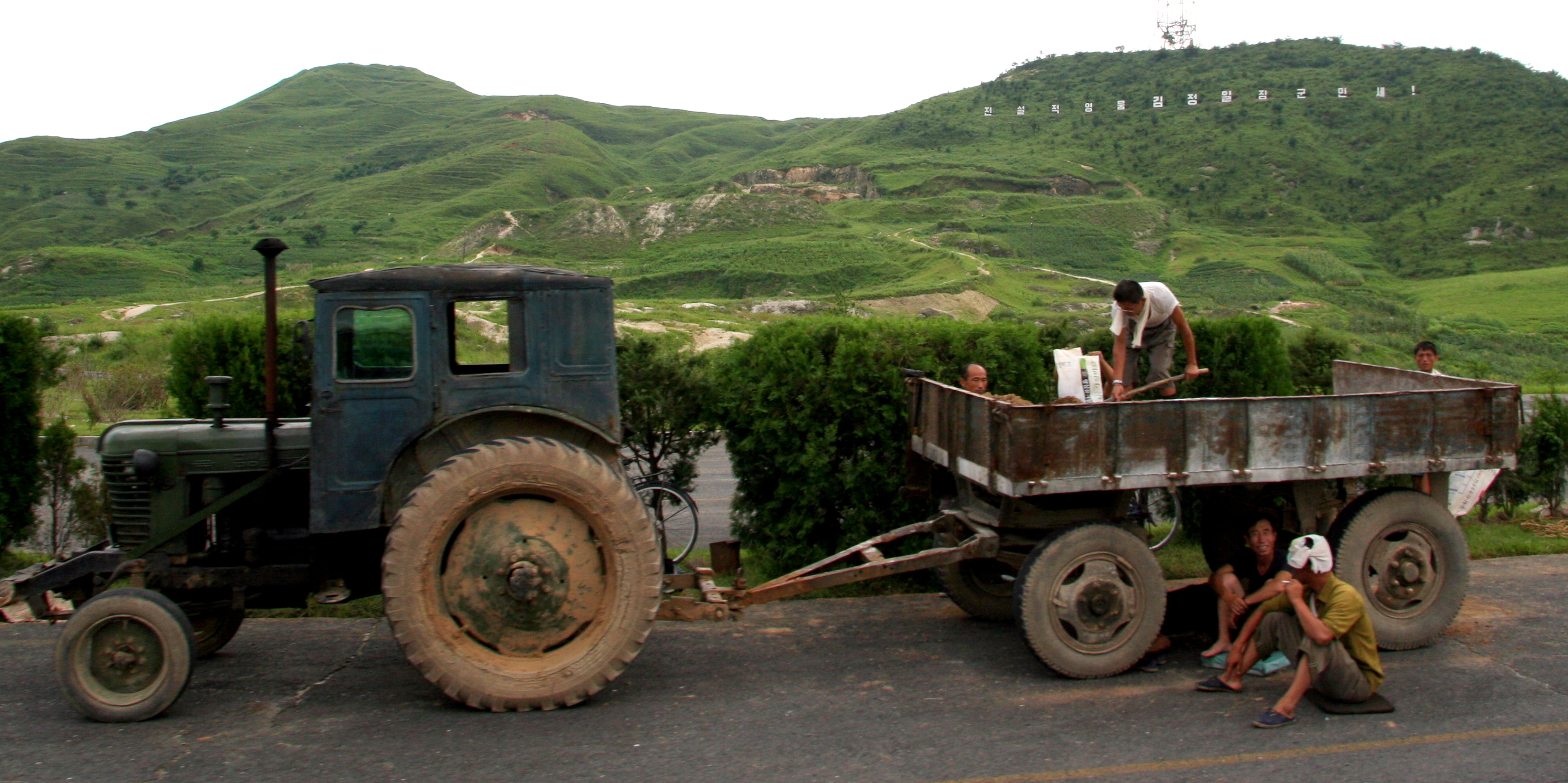
La carestia nordcoreana negli anni novanta contribuì alla nascita dell'economia del mercato nero.

Dopo il crollo del sistema di distribuzione pubblica, il governo nordcoreano permise in maniera limitata la nascita dei mercati privati, inizialmente dediti alla vendita di beni essenziali, riso e vegetali. In seguito i mercati privati si evolsero dalle comunità locali coinvolgendo varie organizzazioni, luoghi di lavoro e vicinati, che aiutarono le persone a sopravvivere durante la carestia. Molte di queste sistemazioni di mutuo sostegno si disgregarono in seguito allo sviluppo dei mercati.
Al contrario di quanto avviene nelle città, le persone utilizzano il baratto invece del denaro per commerciare.
La Cina domina in Corea del Nord sia l'economia ufficiale sia quella non ufficiale: molte persone ricevono il loro capitale iniziale dai parenti in Cina e questi ultimi diventano anche partner o consiglieri negli affari.

## Descrizione

### Come fonte di sostentamento

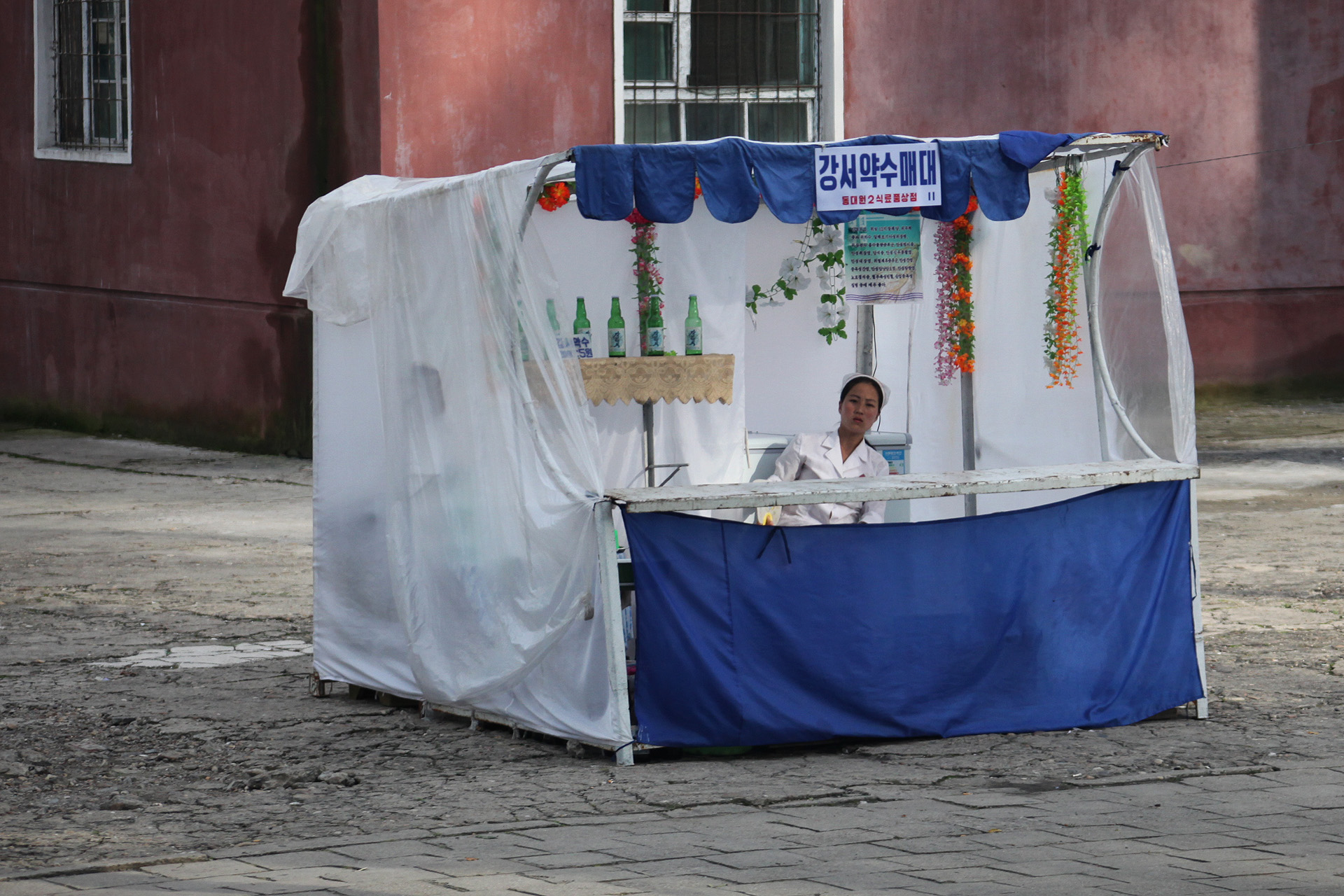
La maggior parte dei nordcoreani dipendono dai mercati per sopravvivere.

Nel 2008, circa il 70% dei residenti nelle città è occupata nell'artigianato, nei mercati o nei servizi di trasporto legati al commercio. Senza un sistema di distribuzione del cibo funzionante, le persone hanno bisogno dei mercati locali per guadagnare soldi e sopravvivere. Nel 2011, mentre il salario mensile era di circa 2 $, un nordcoreano medio aveva guadagnato un totale di circa 15 $ in un mese. Operatori di successo nel mercato nero e storie vere di successo capitalista sono rare, tuttavia pochi ex lavoratori e contadini sono diventati molto ricchi con redditi mensili di migliaia di dollari. Tra la metà e i tre quarti del reddito dei nordcoreani proviene da varie attività di mercato. Tuttavia, l'inasprimento dei controlli del governo ha portato a irregolarità negli affari e alla corruzione.
Gli studi annuali condotti tra i disertori dal Seoul National University Institute for Peace and Unification Studies hanno rivelato che, nonostante non siano rappresentativi dell'intera popolazione, poco più della metà di loro hanno ricevuto il denaro dallo Stato nordcoreano. È stata notata inoltre una crescita significativa delle persone occupate in attività commerciali private e della corruzione.
Il professore della Kookmin University Andrej N. Lan'kov riporta che alcuni mercanti del Jangmadang, assieme all'elite e alle persone che guadagnano valute straniere, hanno pagato per l'educazione privata dei loro figli. I corsi di musica, informatica e lingue straniere sono diventati i più popolari tra i privatisti. In Corea del Nord il sistema del songbun regola in maniera rigorosa l'accesso all'educazione pubblica, e le persone in un contesto modesto non hanno la possibilità di accedere alle università come l'Università Kim Il-sung. Tuttavia, Lan'kov notò una disgregazione dell'educazione privata da parte degli ufficiali nordcoreani, nonostante avesse dubitato sulla corruzione e sulla competitività dell'istruzione pubblica in Corea del Nord.
Nel 2017, il Korea Institute for National Unification ha stimato che vi erano 440 mercati approvati dal governo con circa 1,1 milione di lavoratori.

### Sicurezza del cibo
Oltre ai tipici cambiamenti stagionali nei prezzi, le inondazioni in Corea del Nord posso causare dei grandi aumenti dei prezzi dei prodotti alimentari impedendo alla popolazione di avere una corretta alimentazione. Nel 2015, un'alluvione aveva triplicato il prezzo delle patate rispetto al 2014, aumento provocato anche dai presagi di un cattivo raccolto.
I nordcoreani che si occupano in vari tipi di attività economiche casalinghe possiedono anche delle terre private che, nel caso dei cittadini più poveri, sono coltivate per sussistenza. Una porzione significativa del fornitura alimentare è prodotta illegalmente e in privato, in piccole fattorie note in Corea del Nord come sotoji ("piccola terra").

### Beni e servizi offerti

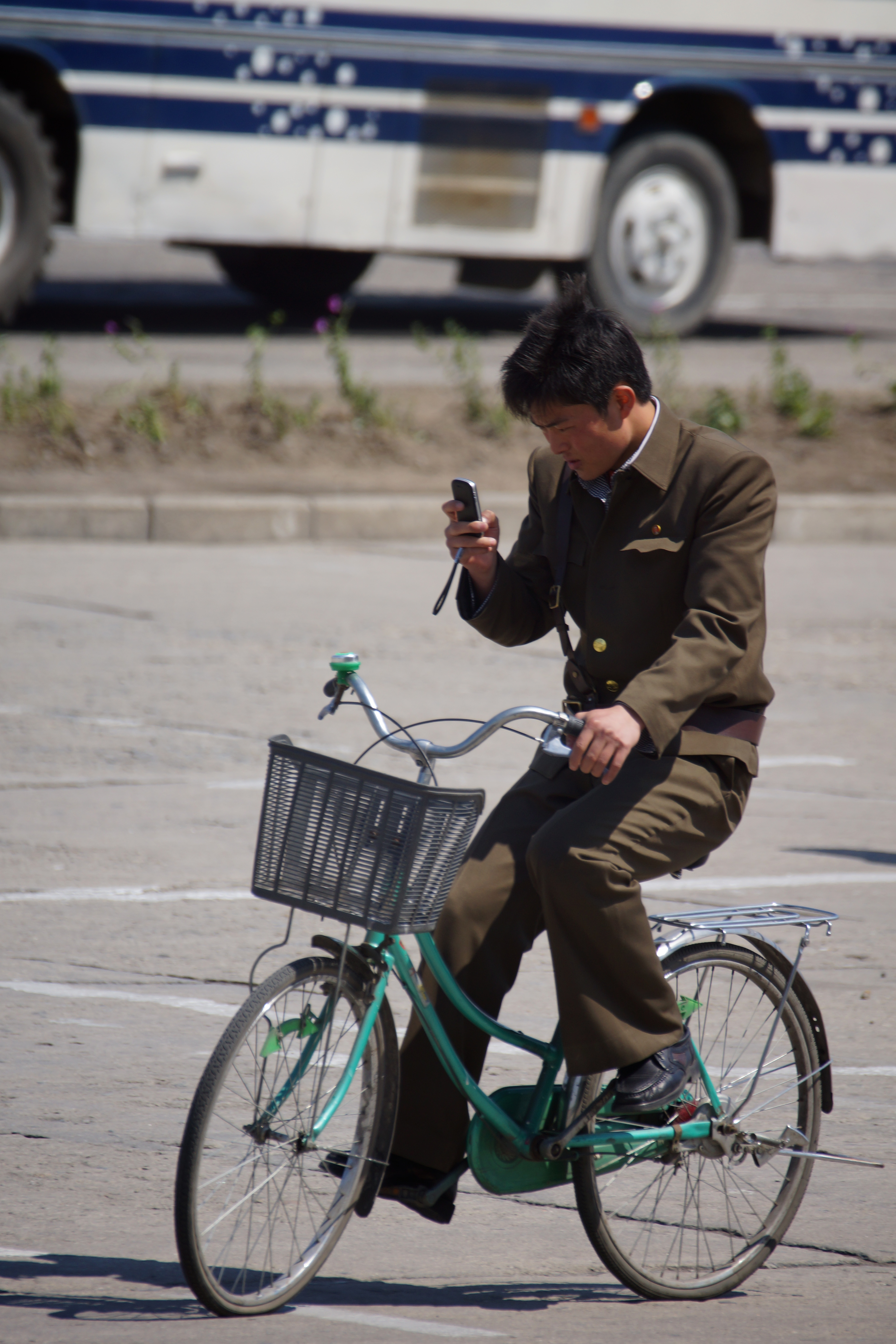
Biciclette e cellulari stanno diventando sempre più diffusi in Corea del Nord.

Anche se le condizioni di vita non sono migliorate di molto in Corea del Nord, l'attività dei mercati e l'offerta dei prodotti sono aumentate, come anche la qualità della merce.
Nel 2008, tra i beni più ricercati e venduti nei mercati, vi erano il cibo di strada, batterie per auto, cuociriso, rasoi elettrici, scarpe, cosmetici, lettori DVD e motociclette. Molti dei prodotti di marca venduti sono falsi e spacciati per produzioni sudcoreane.
La cannabis è sostanzialmente legale in Corea del Nord e viene venduta soprattutto nel mercato di Rasŏn.
Le bancarelle di bestiame sono un'aggiunta recente nei mercati delle grandi città trasformati in mercati agricoli.
I mercati sono spesso usati come la principale piattaforma per le transazioni bancarie. Molte persone usano valuta estera per i loro risparmi e coloro che vendono oggetti preziosi o costosi spesso impiegano il renminbi cinese.
Nei mercati sono apparsi anche i servizi medici privati, dove i dottori in pensione offrono i propri servizi in concorrenza alle persone autodidatte nella medicina tradizione coreana. I dottori offrono principalmente diagnosi ma alcuni redigono delle prescrizioni mediche. Molti dottori non sono in grado di vivere con i loro bassi stipendi e dagli anni novanta sono attivi nel mercato nero della sanità. Molti ufficiali si son trovati costretti a ricevere aiuto dagli stessi dottori che dovrebbero arrestare.

## Ruolo in possibili riforme
Un disertore è rimasto sorpreso davanti alle somiglianze tra i mercati in Corea del Nord e del Sud.
Alcuni hanno parlato della Jangmadang Generation riferendosi alle persone nate negli anni ottanta e novanta.
Si ipotizza che Kim Jong-un favorisca la creazione di più mercati liberali rispetto al padre Kim Jong-il. Tuttavia, con l'aumento dei mercati, il supporto per Kim Jong-un non si è indebolito, rendendo dubbie le affermazioni su delle possibili riforme di mercato capaci di diminuire il supporto per il regime.

## Contrasti e regolamenti da parte del governo nordcoreano

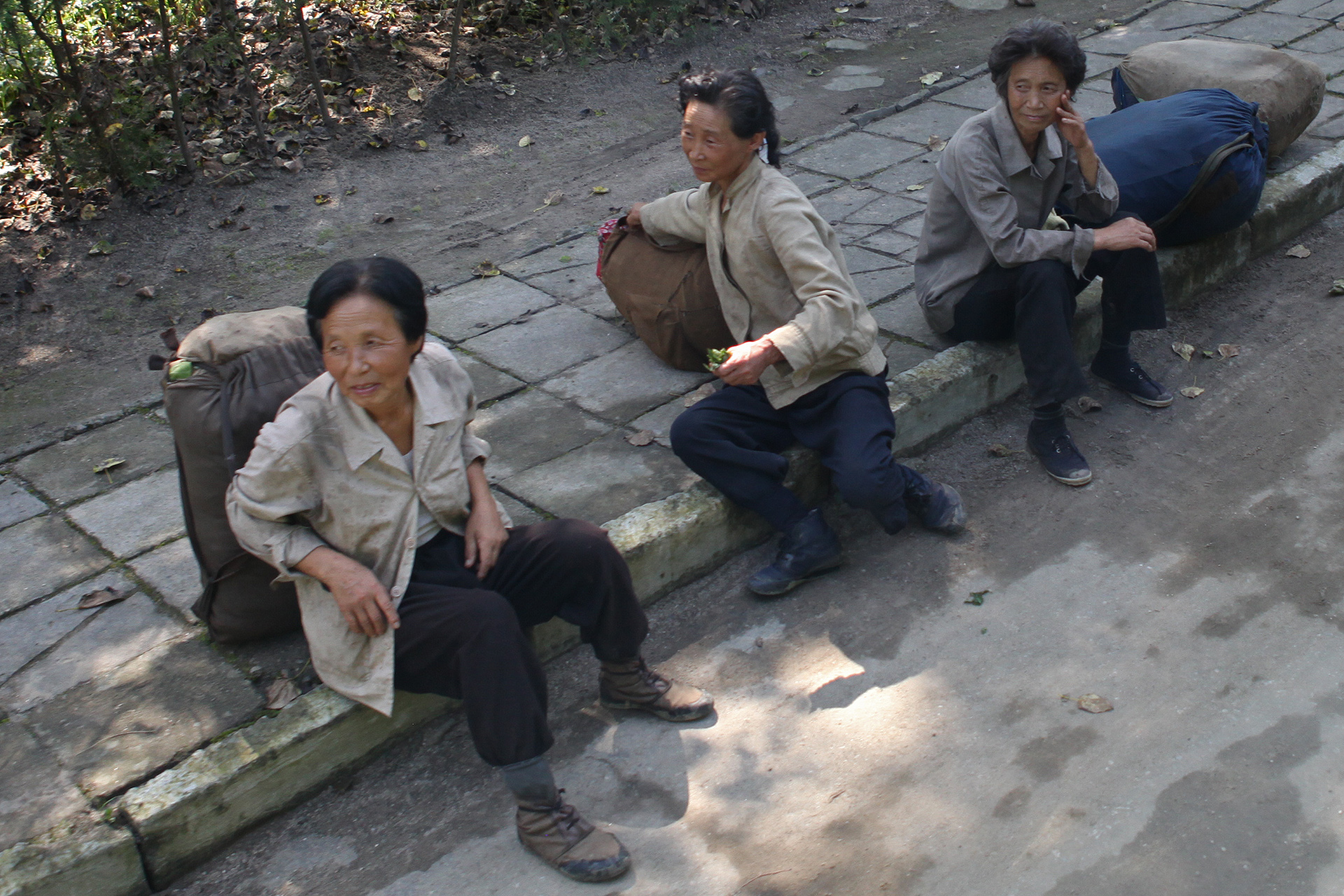
Le donne fotografate sono considerate "zecche mercanti", perseguitate frequentemente dagli ufficiali.

Alcune persone vendono la propria merce nei vicoli vicino ai mercati per evitare molestie ed estorsioni da parte degli ufficiali del Ministero della sicurezza popolare. In Corea del Nord, queste persone, per la loro rapida diffusione, sono chiamate "zecche mercanti" o "cavallette mercanti".
Intorno al 2007, gli ufficiali cercarono di controllare le vendite dei pavimenti in plastica di produzione cinese, molto popolari e redditizi, decretando che potevano esser venduti soltanto nei negozi statali. Gli ufficiali hanno cercato anche di regolare i bus privati e i camion eccedenti il peso limite di 8 tonnellate, e hanno provato a registrare i violatori come impiegati statali e dichiarare i veicoli come proprietà di stato. Queste due attività economiche erano le tre più redditizie, oltre alla vendita di metanfetamina.
Nel 2013 è stato avviato un sistema di vendita basato sull'identità per disincentivare l'evasione delle tasse sul noleggio delle bancarelle: i mercanti ora devono esibire una carta specifica appesa intorno al collo durante le ore di lavoro. Queste carte dei venditori possono essere usate per verificare l'identità di un commerciante e se ha pagato le tasse sulla bancarella. I venditori devono inoltre spostarsi girando le loro postazioni.
Ad alcuni mercanti facoltosi è permesso di saltare le mobilitazioni tramite unità locali flessibili. Le persone con un buon songbun possono permettersi più giustificazioni per le loro assenze.

### Regole d'età
Nel 2008 alle donne con età inferiore ai 40 anni è stato proibito di lavorare nei mercati.
Tuttavia, sotto il governo di Kim Jong-un, i limiti d'età sono stati rimossi per le donne, anche se sono stati aumenti per gli uomini: attualmente, gli uomini al di sopra degli anni sessanta possono lavorare nei mercati. Tale riforma rappresenta un tentativo di indurre la lealtà dei lavoratori ai loro posti di lavoro, secondo una fonte di Daily NK dal Ryanggang.

### Riforma monetaria
Una teoria riguardo agli obiettivi del governo nordcoreano per la rivalutazione del won, vede come scopo quello di colpire quei commercianti che hanno visto crescere di molto la propria ricchezza. La riforma monetaria ha causato anche un aumento iniziale delle spese nei Jangmadang da parte di persone preoccupate che temevano la perdita totale di valore dei loro risparmi. Per molto tempo, solamente lo yuan cinese e altre valute straniere erano accettati nei commerci, ad eccezione dei mercati alimentari per il riso.

## Cambio dei ruoli nella società nordcoreana

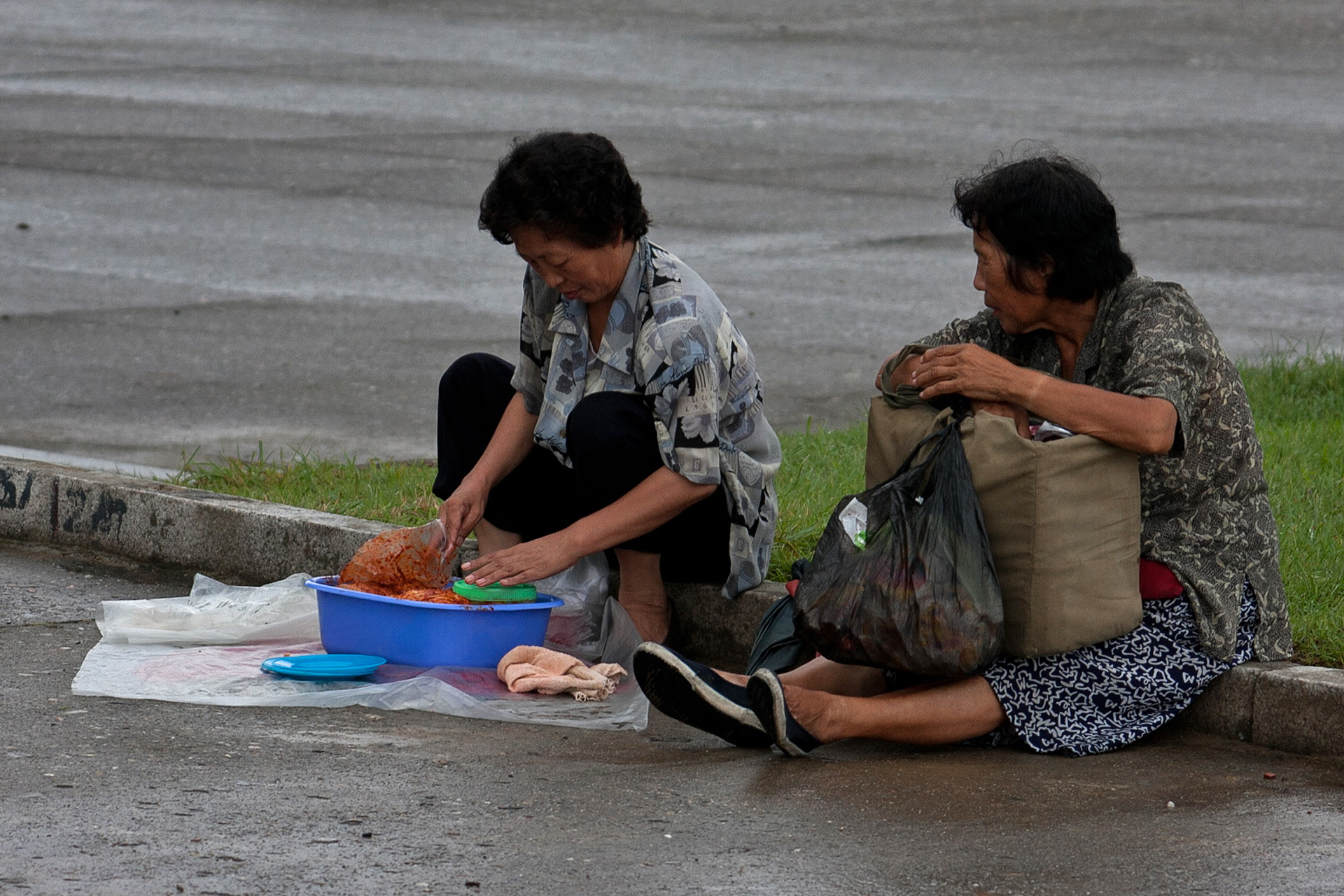
Il ruolo delle donne nordcoreane sta cambiando con la crescita dei mercati.

Durante la carestia nordcoreana, le persone ricevevano e condividevano aiuti soprattutto nelle comunità locali attraverso organizzazioni, luoghi di lavoro, parenti e vicini. Queste reti di assistenza e baratto si basavano sulla fiducia e sulla solidarietà reciproca ed è stato riportato che anche le organizzazioni delle donne, come l'associazione delle anziane, diedero il loro aiuto. Le iniziali reti di baratti si svilupparono nei primi mercatini improvvisati. Tuttavia, molte delle iniziali relazioni di aiuto reciproco sono diventate più tese e si sono rotte nel corso degli anni.
Le donne sposate, le anziane e le nipoti hanno avuto un ruolo molto attivo nei primi sistemi di aiuto reciproco e nella nascita dei mercati. La reporter dei diritti umani in Corea del Nord Barbara Demick ha definito queste donne come le "madri dell'invenzione", essendo state quelle che hanno corso il rischio di viaggiare per grandi distanze per cercare cibo nelle campagne, o addirittura in altre province nonostante le norme vigenti sugli spostamenti umani. L'amministrazione locale nelle province colpite da penurie di cibo negli anni ottanta, erano tolleranti davanti alle azioni del popolo compiute per sopravvivere. Queste donne hanno anche sfidato le leggi contro le transazioni non autorizzate di beni, e molte hanno attraversato il confine con la Cina come migranti temporanee, per sfamare la famiglia.
Una donna sposata può essere registrata come una casalinga a tempo pieno con piena libertà di commercio. Per ottenere lo stesso privilegio non ufficiale, gli uomini devono pagare la direzione del loro luogo di lavoro. Tuttavia, la relativa libertà delle donne ha permesso ad alcuni uomini di rimanere nel mercato e guadagnare denaro. Mentre gli uomini si prendono cura del commercio all'ingrosso e dei trasporti, le donne si occupano della vendita effettiva dei prodotti sui mercati. Secondo Andrej Lan'kov, le donne dominano notevolmente l'economia nordcoreana ai livelli inferiori, e sono impegnate non solo nel commercio ma anche nella piccola produzione domestica, realizzando scarpe, indumenti e cibi da vendere.